# Anastasios Sofianidis
Anastasios Sofianidis –en griego, Αναστάσιος Σοφιανίδης– (20 de abril de 1969) es un deportista griego que compitió en lucha grecorromana. Ganó una medalla de plata en el Campeonato Europeo de Lucha de 1999, en la categoría de 130 kg.

## Palmarés internacional
| Campeonato Europeo | Campeonato Europeo | Campeonato Europeo | Campeonato Europeo |
| Año                | Lugar              | Medalla            | Categoría          |
| ------------------ | ------------------ | ------------------ | ------------------ |
| 1999               | Sofía (Bulgaria)   | Medalla de plata   | 130 kg             |